# サイドウェイ
『サイドウェイ』（原題: Sideways）は、2004年、アメリカ製作のロードムービー。アレクサンダー・ペイン監督。原作はレックス・ピケット著『サイドウェイ』（ISBN 4-7897-2531-6）。アカデミー賞で脚色賞を、第62回ゴールデングローブ賞で作品賞を受賞している。
2009年に日本でリメイク映画『サイドウェイズ』が製作、公開された。

## ストーリー
教師をしているマイルスはバツイチで小説家志望。ワイン通のマイルスは親友のジャックの結婚前、2人でカリフォルニア州サンタバーバラ郡のワイナリー巡りに出かける。独身最後のひと時を極上のワインとゴルフで楽しもうというマイルスの思惑をよそに、ジャックは女をひっかけることしか頭にない。

## キャスト
役名：俳優（ソフト版日本語吹き替え）
- マイルス：ポール・ジアマッティ（安原義人）
ワインをこよなく愛する小説家志望のダメ男。
- ジャック：トーマス・ヘイデン・チャーチ（大塚明夫）
マイルスの友達の売れない俳優。もうすぐ結婚。
- マヤ：ヴァージニア・マドセン（佐々木優子）
マイルスが思いを寄せる女性。ワイン好き。
- ステファニー：サンドラ・オー（安藤麻吹）
マヤの友人。ワイナリーで働く。
- その他の日本語吹替：竹口安芸子／林佳代子／竹村叔子／小山武宏／寺内よりえ／谷昌樹／斉藤次郎／大野エリ／石住昭彦／魚建／宗矢樹頼／赤城進／寺田はるひ／加納千秋

## 受賞
- 第77回アカデミー賞で脚色賞
- 第62回ゴールデングローブ賞で作品賞
- 第70回ニューヨーク映画批評家協会賞で作品賞

## ワイン
- ’61 Cheval Blanc
- Andrew Murray Syrah
- Byron 1992 Sparkling
- Fiddle Head Sauvignon Blanc
- Hitching Post Bien Nacido Pinot Noir
- Hitching Post Highliner Pinot Noir
- Kalyra Cab Franc
- Kalyra Chardonnay
- Kistler Sonoma Coast Pinot Noir
- Latour Pommard 1er Cru
- Sanford Vin Gris
- Sea Smoke Botella Pinot Noir
- Whitcraft 2001 Pinot Noir

## リメイク
2009年10月31日、日本人キャスト鈴木京香、菊地凛子、小日向文世、生瀬勝久の主演で、フジテレビとフォックス・ジャパンが合同で制作したリメイク映画『サイドウェイズ』が公開された。メインロケ地は、カリフォルニア州のナパ、カリストガ。

## パッケージソフト
- DVD「サイドウェイ <特別編>」2005年7月7日発売。20世紀フォックス。